# Pedro Sánchez Gamarra
Pedro Sánchez Gamarra (Cusco, 1958) es un ingeniero eléctrico y político peruano. Es experto internacional en regulación y promoción en Energía. Fue Ministro de Energía y Minas del Perú de 2008 a 2011, en el segundo Gobierno de Alan García Pérez.

## Biografía
Es Ingeniero electricista graduado en la Universidad Nacional de San Antonio Abad del Cusco. Tiene además una maestría en Administración de Negocios en la ESAN, y otra en Política Internacional en la George Washington University, Estados Unidos. 
Durante los años noventa, lideró la reforma del sector eléctrico del Perú. Es coautor de la Ley de Concesiones Eléctricas y su Reglamento. Estuvo a cargo de la reorganización de las empresas del sector eléctrico. Como presidente de los comités especiales de promoción de la inversión privada de las empresas ELECTROLIMA y ELECTROPERU, ejecutó la privatización de las empresas del sector. 
Posteriormente, lideró el programa de concesiones privadas mediante la agencia PROMCEPRI que inició el desarrollo de concesiones en transmisión eléctrica (Línea Mantaro Socabaya) pionera en materia de inversión privada en transmisión eléctrica en el mundo. Luego fue director Ejecutivo de COPRI, PROMCEPRI y SIDEC, así como Presidente del Directorio de ELECTRO PERU, ELECTROLIMA, EDEGEL, EGENOR, ETEVENSA, EEP y Electro Sur Este.
Ha asesorado a los gobiernos de Bolivia y Panamá en la reforma de sus sectores eléctricos. Hasta el 2008 fue Especialista Senior del Programa de Energía para Asia Central del Banco Mundial, entidad en la que venía laborando desde el 2002.
En el segundo gobierno de Alan García fue nombrado Ministro de Energía y Minas, integrando el nuevo gabinete presidido por Yehude Simon Su período se extendió entre octubre del 2008 hasta el fin del gobierno del Presidente Alan García el 28 de julio de 2011.
Al inicio de su gestión, el sector eléctrico se encontraba al borde de una crisis de abastecimiento, que fue atenuada por diversas medidas de ampliación del sistema tales como la licitación de 1800km de líneas de transmisión en 500kV, 1200 km de líneas en 220 kV, 1500 MW en centrales térmicas, conversión a ciclo combinado de centrales a gas y las primeras licitaciones de energía eólica, solar y de biomasa. Todos estos proyectos fueron adjudicados en licitaciones púbicas y representaron inversiones de 7,500 millones de dólares. Igualmente, en el mismo periodo, se implementó el programa de electrificación "Luz para Todos" que permitió dotar de energía eléctrica a 15,000 pueblos de las diversas regiones del país beneficiando a más de 2.5 millones de peruanos y permitiendo que el país alcance un acceso del 92%.
En hidrocarburos, durante la crisis financiera internacional se logró la renegociación con el Consorcio Camisea para la expansión del sistema de producción y transporte de gas natural de 1050 a 1450 MPCd con una inversión total de 1700 millones de dólares, hecho que permitió incrementar las reservas de gas natural en 3TCF y permitió que el país lograra el abastecimiento interno. Estas acciones fueron muy criticadas por la oposición y durante el Gobierno del presidente Ollanta Humala, se le iniciara una acusación constitucional que fue desestimada por el Pleno del Congreso de la República en marzo de 2015.
En junio de 2011, el Colegio de Ingenieros del Perú (CIP) le condecoro con la "Orden de la Ingeniería Peruana", la más alta condecoración del CIP, en reconocimiento a su contribución a la ingeniería nacional.
En la actualidad trabaja en la Práctica Global de Energía del Banco Mundial en Washington D. C. y cubre diversos países en África, Latinoamérica y Asia.